# Muerte de David Bowie
El 10 de enero de 2016, el músico inglés David Bowie murió en su casa de Lafayette Street en la ciudad de Nueva York, después de haber padecido cáncer de hígado durante 18 meses. Murió dos días después del lanzamiento de su vigésimo quinto y último álbum de estudio, Blackstar, que coincidió con su cumpleaños número 69.
Bowie había mantenido su enfermedad en privado, y sus amigos y fanáticos se sorprendieron por su muerte. Se crearon memoriales improvisados en Londres, Nueva York, Berlín y otras ciudades en las que Bowie había vivido; las ventas de sus álbumes y sencillos experimentaron un aumento significativo. Numerosos músicos y figuras públicas también expresaron su dolor. Muchos comentaristas notaron el impacto de Bowie en la música, la moda y la cultura y escribieron sobre su estatus como uno de los artistas musicales más influyentes de todos los tiempos.

## Cronología
Bowie fue diagnosticado con cáncer de hígado a mediados de 2014. Solo le contó a su familia y a las personas con las que estaba trabajando en ese momento sobre su condición; A Ivo van Hove, con quien Bowie colaboraba en el musical Lazarus, poco después de que Bowie se enterara. Tony Visconti, amigo de Bowie y productor de muchos álbumes de Bowie, incluido su último álbum, Blackstar, fue informado en enero de 2015. Visconti recordó que Bowie estaba completamente calvo por la quimioterapia cuando hablaron. Sin embargo, muchos músicos que habían trabajado con Bowie a lo largo de los años, como Mike Garson, Gerry Leonard, Brian Eno, Nile Rodgers, Reeves Gabrels, Tina Turner, Iggy Pop, Sterling Campbell, Earl Slick y Gail Ann Dorsey no se les informó sobre su enfermedad y se sorprendieron cuando Bowie murió.
A mediados de 2015, se esperaba que el cáncer estuviera en remisión, pero para noviembre de 2015 el cáncer se había extendido por todo su cuerpo y le dijeron a Bowie que su condición era terminal. Estaba en medio de la filmación del video de su canción " Lazarus " cuando se tomó la decisión de poner fin a su tratamiento contra el cáncer. La última aparición pública de Bowie antes de su muerte fue en la noche de apertura del musical Lazarus el 7 de diciembre de 2015. Bowie lanzó su último álbum de estudio Blackstar el 8 de enero de 2016, cuando cumplió 69 años. Según los informes, Bowie escribió un plan de cinco años para lo que quería que se hiciera con su música después de su muerte.
Bowie murió el 10 de enero de 2016, y su página oficial de Facebook publicó el mensaje "10 de enero de 2016: David Bowie murió pacíficamente hoy rodeado de su familia después de una valiente batalla de 18 meses contra el cáncer. Si bien muchos de ustedes compartirán esta pérdida , le pedimos que respete la privacidad de la familia durante su tiempo de duelo".
El 12 de enero de 2016, de acuerdo con su testamento, Bowie fue incinerado en Nueva Jersey y sus cenizas fueron esparcidas de acuerdo con los rituales budistas en Bali, Indonesia. Bowie había estado de vacaciones en Bali en la década de 1980 y había escrito la canción "Tumble and Twirl" sobre sus hazañas allí.

## Reacciones

### David Bowie Is
David Bowie Is fue una muestra itinerante de museo que mostraba la historia, los artefactos y la información sobre la vida y las obras de Bowie. El espectáculo, que se desarrolló desde 2013 hasta 2018, estaba en el Museo Groninger en los Países Bajos cuando murió Bowie y, como resultado, el museo consideró cancelar el espectáculo, y también hubo discusiones sobre si mantener el nombre en tiempo presente (David Bowie Is). En cambio, se tomó la decisión de extender el programa por 4 semanas para permitir que los fanáticos afligidos asistieran.

### Aficionados
Los monumentos a Bowie se crearon en todo el mundo en las horas posteriores a su muerte. En Brixton, el área de Londres en la que nació Bowie, un mural pintado en 2013 por el artista australiano Jimmy C se convirtió en un santuario en el que los fanáticos dejaron flores, discos y mensajes escritos a mano.  El mural muestra a Bowie como apareció en la portada de su icónico álbum Aladdin Sane, con una franja roja y azul que aparece en diagonal a través de su cara como si hubiera sido pintada sobre ella. En Berlín, los fans dejaron flores fuera del apartamento en el que habían vivido Bowie e Iggy Pop mientras Bowie creaba su seminal "Trilogía de Berlín" de álbumes: Low, Heroes y Lodger. A fines de la década de 1970, así como los álbumes de PopThe Idiot y Lust for Life (que produjo Bowie). Flores también quedaron fuera del apartamento de Bowie en Nueva York y junto a su estrella en el Paseo de la fama de Hollywood en Los Ángeles. En Milán, los fanáticos llevaron a cabo un servicio conmemorativo flash mob en Colonne di San Lorenzo mientras que los fanáticos en Río de Janeiro rindieron homenaje a Bowie en el Carnaval de Río en febrero. En Japón, horas después de la muerte de Bowie, un fan devoto fue detenido por amenazar con suicidarse con un cúter en público.

### Otros músicos
Tony Visconti, que produjo varios álbumes de Bowie, incluida la "Trilogía de Berlín", Young Americans y el último álbum de estudio de Bowie, Blackstar , escribió: "Siempre hacía lo que quería hacer. Y quería hacerlo a su manera y quería hacerlo de la mejor manera. Su muerte no fue diferente de su vida, una obra de arte. Él hizo Blackstar para nosotros, su regalo de despedida . Durante un año supe que así sería. Yo no, sin embargo, preparado para ello. Era un hombre extraordinario, lleno de amor y de vida. Siempre estará con nosotros. Por ahora, es oportuno llorar ”.
Mick Jagger dijo: "David siempre fue una inspiración para mí y un verdadero original. Fue maravillosamente descarado en su trabajo. Pasamos tantos buenos momentos juntos ... Era mi amigo. Nunca lo olvidaré". El amigo y colaborador Iggy Pop lo describió en las redes sociales como "la luz de mi vida", mientras que la cantante y compositora Madonna tuiteó: "Talentoso. Único. Genio. Cambiador de juego" y cantó "Rebel, Rebel" en su concierto de Houston. El grupo de rock Queen, con quien colaboró en "Under Pressure", tuiteó un enlace al video de la canción, con las palabras: "Este es nuestro último baile ..."
Elton John comentó que "todos sabemos lo inspirador que es. Todos sabemos que su música se destaca. No tenemos que decir nada sobre la música: habla por sí sola. Fue innovador, cambió los límites y bailó con su propia melodía, lo que en cualquier artista es realmente raro". John también realizó una versión de " Space Oddity " en el Wiltern Theatre de Los Ángeles dos días después de la muerte de Bowie.
Kate Bush, conocida por sus pocas declaraciones públicas, le dijo a The Guardian en una entrevista: "David Bowie lo tenía todo. Era inteligente, imaginativo, valiente, carismático, genial, sexy y verdaderamente inspirador tanto visual como musicalmente. Creó un trabajo asombrosamente brillante, sí, pero tanto y fue tan bueno. Hay grandes personas que hacen un gran trabajo pero ¿Quién más ha dejado una huella como la suya? Nadie como él”.
Dave Gahan de Depeche Mode dijo: “Había visto las noticias, pero no fue hasta que mi esposa me dijo que había muerto que rompí a llorar. Mi hija salió y las dos me abrazaban. Realmente me afectó. Sentí una gran brecha. Una de las cosas de las que más me lamentaba era que nunca me había acercado a él en ningún momento. Lo había visto de pasada y le había dicho: 'Sabes, David, me encuentro contigo de vez en cuando, pero no puedo. nunca te he dicho cuánto ha significado tu música para mí y lo que sigue significando para mí”.
The Who homenajeó a Bowie durante su concierto del 3 de marzo de 2016 en el Madison Square Garden de Nueva York con imágenes de Bowie y señaló: "Extrañaremos a nuestro amigo, un verdadero ícono de la música y el arte, y un innovador brillante".
Debbie Harry dijo: "¿Quién no ama a Bowie? Un artista visionario, músico, actor, un hombre completamente renacentista que nos ha dado una larga lista de canciones como "Heroes", "Rebel Rebel", "Young Americans", Diamond Dogs, The Jean Genie, y algunas actuaciones cinematográficas memorables como The Man Who Fell to Earth, Basquiat, Labyrinth, The Hunger. No puedo decir lo suficiente sobre David Bowie para demostrar cuánto lo amo ". Paul McCartney, mientras tanto, compartió una foto de él y Bowie juntos en Instagram, y comentó que "David fue una gran estrella y atesoro los momentos que tuvimos juntos. Su música jugó un papel muy importante en la historia musical británica y estoy orgulloso de pensar en la enorme influencia que ha tenido en personas de todo el mundo".
Bruce Springsteen comentó: "Aquí en E Street, estamos sintiendo la gran pérdida de David Bowie. David fue un artista visionario y uno de los primeros partidarios de nuestra música. Siempre cambiante y a la vanguardia, era un artista cuya excelencia aspirabas a. Lo extrañaremos profundamente". Bowie había grabado versiones anteriores de las canciones de Springsteen "Growin 'Up" y "It's Hard to Be a Saint in the City" al principio de la carrera de Springsteen. En la noche de apertura de The River Tour 2016 en Pittsburgh el 16 de enero, Springsteen & the E Street Band abrieron su bis con una versión de "Rebel Rebel".
Yoko Ono también notó la amistad de Bowie con ella y John Lennon, y le agradeció por ser una "figura paterna" para su hijo Sean Lennon después de la muerte de John Lennon.

## Análisis de Blackstar
El último álbum de Bowie, Blackstar, estimado como ★ en la portada, fue analizado en profundidad después de su muerte, y se discutieron numerosas pistas supuestas sobre el destino de Bowie. El segundo sencillo del álbum " Lazarus " incluye la letra "Mira aquí arriba, estoy en el cielo / Tengo cicatrices que no se pueden ver", que apareció en numerosas publicaciones de noticias después de su muerte. También se creía que el título del álbum simbolizaba la muerte; es el nombre que se le da a una lesión cancerosa, así como el término para el estado de transición entre una estrella colapsada y una singularidad. También recuerda el nombre de una canción poco conocida sobre la muerte de uno de los ídolos musicales de Bowie, Elvis Presley, que incluye la letra "Cuando un hombre ve su estrella negra, sabe que ha llegado su hora". El video de "Lazarus" incluía imágenes de Bowie escondiéndose en un armario de madera y escribiendo con una calavera en su escritorio; para muchos, parecía simbolizar la muerte inminente de Bowie.
También se analizaron otras letras; la pista "Dollar Days", por ejemplo, incluía la frase "No creas ni por un segundo que te estoy olvidando / estoy tratando de hacerlo / me muero por hacerlo". Algunos comentaristas creían que el título y el estribillo de la última pista del álbum, "I Can't Give Everything Away", se referían a que Bowie mantenía en privado su destino inminente mientras lo insinuaba a lo largo del álbum, mientras que su uso del solo de armónica de "A New Career in a New Town" —una pista instrumental del álbum Low de 1977 de Bowie que se refiere a su mudanza a Berlín— fue considerada una referencia a que Bowie comenzaba otra nueva etapa de su vida.

## Impacto en las ventas de música
Inmediatamente después de la muerte de Bowie, las ventas de sus álbumes y sencillos se dispararon. Blackstar, que ya estaba en camino de reclamar el puesto número uno en el Reino Unido, aceleró en ventas y se mantuvo en la cima de la lista de álbumes durante tres semanas, además de encabezar la lista Billboard 200 en los Estados Unidos. Blackstar también encabezó las listas de álbumes en 24 países, incluidos Francia, Alemania e Italia, mientras que también llegó al top 5 en otros seis países, incluidos Japón y Corea del Sur.
En los Estados Unidos, las ventas combinadas de álbumes y canciones de Bowie aumentaron a 682.000 después de su muerte, lo que supuso un aumento de más del 5.000%. Otros nueve de sus álbumes volvieron a entrar en el Billboard 200, incluidos The Rise and Fall of Ziggy Stardust and the Spiders from Mars, Hunky Dory, Let's Dance, Aladdin Sane, Low y The Next Day. En la lista Billboard Hot Rock Songs, Bowie rompió el récord de más entradas de un solo artista, con 21 canciones.
Blackstar fue reemplazado en el número uno en el Reino Unido por su compilación Best of Bowie de 2002, convirtiendo a Bowie en el primer artista en reemplazarse a sí mismos en la cima de la lista de álbumes desde que Michael Jackson lo hizo después de su muerte en 2009. En la semana siguiente a su muerte, Bowie tenía 19 álbumes y 13 sencillos en las 100 listas principales para ambas categorías, con su single de 1977 "Heroes" alcanzando un nuevo pico en el número 12. Bowie luego igualaría el récord de Elvis Presley para la mayoría de álbumes en el top 40 a la vez, con doce.
En Francia, David Bowie tuvo tres sencillos que entraron en el top 10 , incluido "Space Oddity", que alcanzó el número uno y le dio a Bowie su primer sencillo en la cima de las listas en el país. El álbum recopilatorio de Bowie Nothing Has Changed también ganó nuevos picos en todo el mundo en países donde nunca había llegado al top 10, llegando al número uno en Nueva Zelanda (donde pasó cuatro semanas), al número tres en Australia, al número cuatro en Austria y Alemania. número cinco en Suiza, número seis en Holanda, número siete en Hungría y número nueve en Italia. Las transmisiones globales de la música de Bowie en el servicio de transmisión Spotify también aumentaron en un 2,822% después de su muerte, mientras que el cantante ocupó los diez mejores videos musicales en elGráfico de vídeos de iTunes.
Bowie fue el artista de vinilo más vendido de 2016 en el Reino Unido, con cinco álbumes en el Top 30 de vinilos, incluido Blackstar como el álbum de vinilo número uno en ventas del año. BPI , que supervisa las listas de éxitos, señaló que el álbum de Bowie probablemente "se habría vendido en grandes volúmenes" incluso si Bowie no hubiera muerto.
A nivel internacional, Spotify informó un aumento del 2,000 por ciento en las transmisiones de canciones.

## Homenajes y servicios
Varios artistas interpretaron canciones de Bowie durante conciertos en las semanas posteriores a su muerte, incluidos Elton John, Madonna, Bruce Springsteen y Red Hot Chili Peppers. Numerosas ciudades de todo el mundo también celebraron eventos para recordar a Bowie. Ya se había anunciado un concierto en el Carnegie Hall de la ciudad de Nueva York llamado La música de David Bowie, y se convirtió en un evento conmemorativo después de que se conoció la noticia de su muerte; entradas agotadas en dos horas. Varios artistas también actuaron y rindieron homenaje en un evento conmemorativo en la Union Chapel de Londres seis días después de su fallecimiento. Lady Gaga fue elegido para rendir homenaje a Bowie en la 58.ª Entrega Anual de los Grammy , que incluyó un popurrí de sus canciones como "Space Oddity", "Changes", "Ziggy Stardust", "Fame" y "Let's Dance ". En Nueva Orleans, un gran desfile de segunda línea fue dirigido por la banda Arcade Fire en el Barrio Francés. El evento se llevó a cabo en febrero con fanáticos llenando las calles vestidos con su atuendo inspirado en Bowie. La banda de rock Phish interpretó The Rise and Fall of Ziggy Stardust and the Spiders from Mars de Bowie, álbum en su totalidad como su disfraz de Halloween en el MGM Grand Garden Arena el 31 de octubre de 2016 Bowie recibió el premio Brits Icon en febrero de 2016, unas semanas después de su muerte. La cantante Annie Lennox rindió homenaje a Bowie en la presentación, la cantante Lorde interpretó "Life on Mars?" Con la antigua banda de gira de Bowie, el amigo de Bowie y el actor Gary Oldman aceptó el premio en nombre de Bowie.
Kat Robichaud interpretó una canción de tributo titulada "A Song for David Bowie" el 29 de enero de 2016 en Misfit Cabaret: Whimsea, y luego lanzó un video musical.
El videojuego The Nomad Soul, en el que Bowie prestó su voz a los personajes, compuso la banda sonora y contribuyó a la redacción de la historia, se ofreció como descarga gratuita durante una semana después de la muerte de Bowie.
Bowie fue incluido en el tributo "In Memoriam" en los 88.os Premios de la Academia en una actuación de Dave Grohl.
Lin-Manuel Miranda estaba escribiendo canciones para la película de Disney Moana después de la muerte de Bowie, y dijo "El mundo ya había estado de luto por Bowie, yo había estado escuchando a Bowie en un bucle" y, como resultado, escribí la canción "Shiny" parcialmente como un homenaje a él.
En la temporada decimoquinta temporada final de American Idol, los ganadores cantaron algunas de las canciones más famosas de Bowie en el escenario.
Glenn Branca , a quien Bowie había conocido y al que se había referido como una influencia en su música de Tin Machine, lanzó The Light (para David) en 2016. Branca llamó a Bowie "una especie de musa" y escribió la pieza como un tributo a él.
Por un corto tiempo, el letrero de la calle Bowie Street en Austin, Texas (llamado así por el héroe de Alamo Jim Bowie) se modificó para que dijera David Bowie Street.